# 中山寺 (寶塚市)
中山寺（日語：なかやまでら）是位於日本兵庫縣寶塚市的寺院。是真言宗中山寺派的大本山，山號是紫雲山。所祭祀的本尊是十一面觀音，屬於西國三十三所第24番札所。
本尊十一面觀世音菩薩相傳是由三國傳來、描繪印度勝鬘夫人姿態的雕像。左右脇侍也是十一面觀世音菩薩，所以本尊和脇侍合計共三十三面，表示是總攝宣說法華經的三十三化身觀音，和實際於西國觀音三十三所巡拜有同樣的功德。平常是秘佛不公開，但每月18日會開扉展示，地方以「中山先生（日語：中山さん）」親切稱呼之。另外，也是攝津國八十八箇所靈場會的本部。

## 歷史
根據寺傳是聖德太子所建立日本最早的觀音靈場，被稱為「極樂中心仲山寺」。現在的本堂（慶長8年・1603年再建）和阿彌陀堂是豐臣秀賴命令片桐且元再建。
皇室將這裡做為祈願安産的靈場，集中了源頼朝等等的武家和庶民們的深切信仰，豐臣秀吉曾在這祈願而得到兒子豐臣秀頼 。之後，幕末中山一位局在明治天皇出產時，因為安產祈願而順利生産，成為日本唯一的明治天皇勅願所，以安產之寺聞名。
背後有一座被稱為中山的山，位於山腳的中山寺奥之院祭祀著厄神明王，在本堂旁的湧水則被稱為大悲水。從中山寺境内約18丁，徒步約50分鐘左右即可參拜。
毎月的戌日有安產祈禱會進行祈願安產，另外也可以祈求鐘緒（日語：鐘の緒、かねのお），因此日本各地有許多的參拜者到訪。

## 歷代長老
- 石堂惠猛
- 今井圓海
- 石堂惠俊
- 村主惠快
- 池田瑩輝
- 今井圓明
- 石堂惠教
- 池田光輝
- 村主康瑞
- 今井淨圓

## 文化資產

### 重要文化財（國家指定）
- 木造十一面觀音菩薩立像（本尊） - 平安時代前期
- 木造藥師佛坐像 - 平安時代後期
- 木造聖德太子勝鬘經講讃坐像 附:經机、經卷、台座、禮盤（各木造） - 鎌倉時代～室町時代
- 木造大日如來坐像 - 平安時代後期

### 兵庫縣指定重要有形文化財

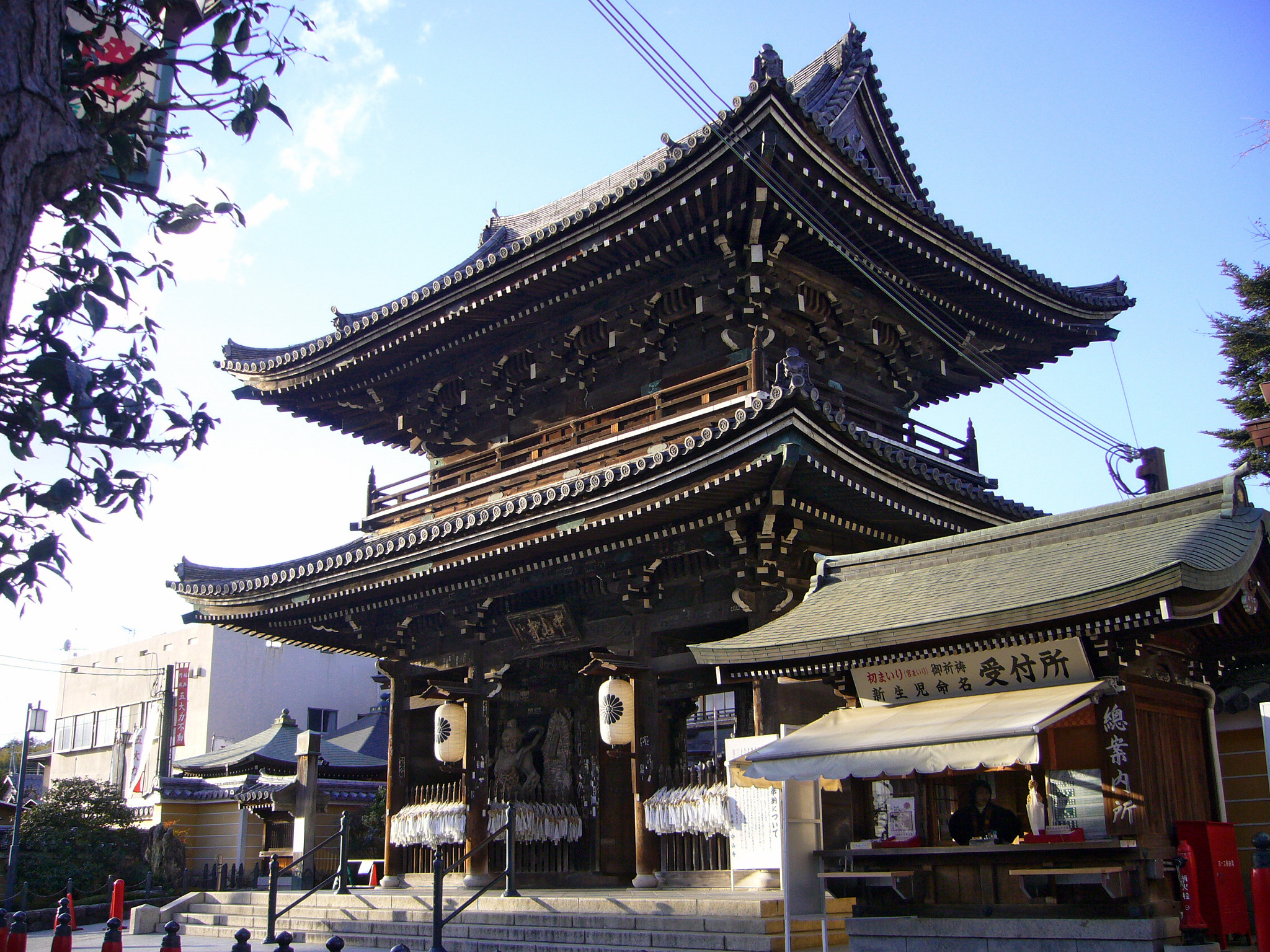
大門

- 本堂 - 慶長8年（1603年）由接受豐臣秀頼命令的片桐且元所再建
- 護摩堂 - 慶長8年再建
- 大門 - 正保3年（1646年）德川家光再建
- 木造十一面觀音立像 2尊 - 鎌倉時代

### 兵庫縣指定史跡
- 白鳥塚古墳

### 寶塚市指定文化財
- 木造藥師佛坐像
- 木造愛染明王坐像
- 鐵製吊燈籠
- 銅製鰐口
- 「豐國大明神」神號 – 豐臣秀頼筆
- 町石
- 星下祭（見「行事」說明）

## 行事
- 在8月9日夜晚，西國三十三所的觀音會乘著星星集合於中山寺本堂，進行星下大會。8月9日之夜，會付給中山寺塔頭梵天（御幣），而在8月9日這天參拜中山寺，等同於參拜四萬六千日的功德[參 4]。
- 2月3日節分每年則會邀請寶塚歌劇團的學員進行追儺（日語：ついな）撒豆的儀式[參 5]。

她們會扮成觀音模樣，進行將象徵人類諸惡根源的三毒（貪、瞋、痴）之鬼、感化變身為福、祿、壽的一場表演。

## 札所
- 西國三十三所第24番
- 攝津國八十八箇所第69番（大師堂）
- 攝津國八十八箇所第70番（納經所）
- 攝津國八十八箇所第71番（奥之院）
- 攝津國三十三箇所第1番
- 阪急沿線西國七福神（壽老神堂）
- 真言宗十八本山
- 聖德太子御遺跡26番（開山堂）
- 近畿三十六不動尊靈場21番（護摩堂）
- 神佛靈場巡拜之道兵庫15番

## 圖片

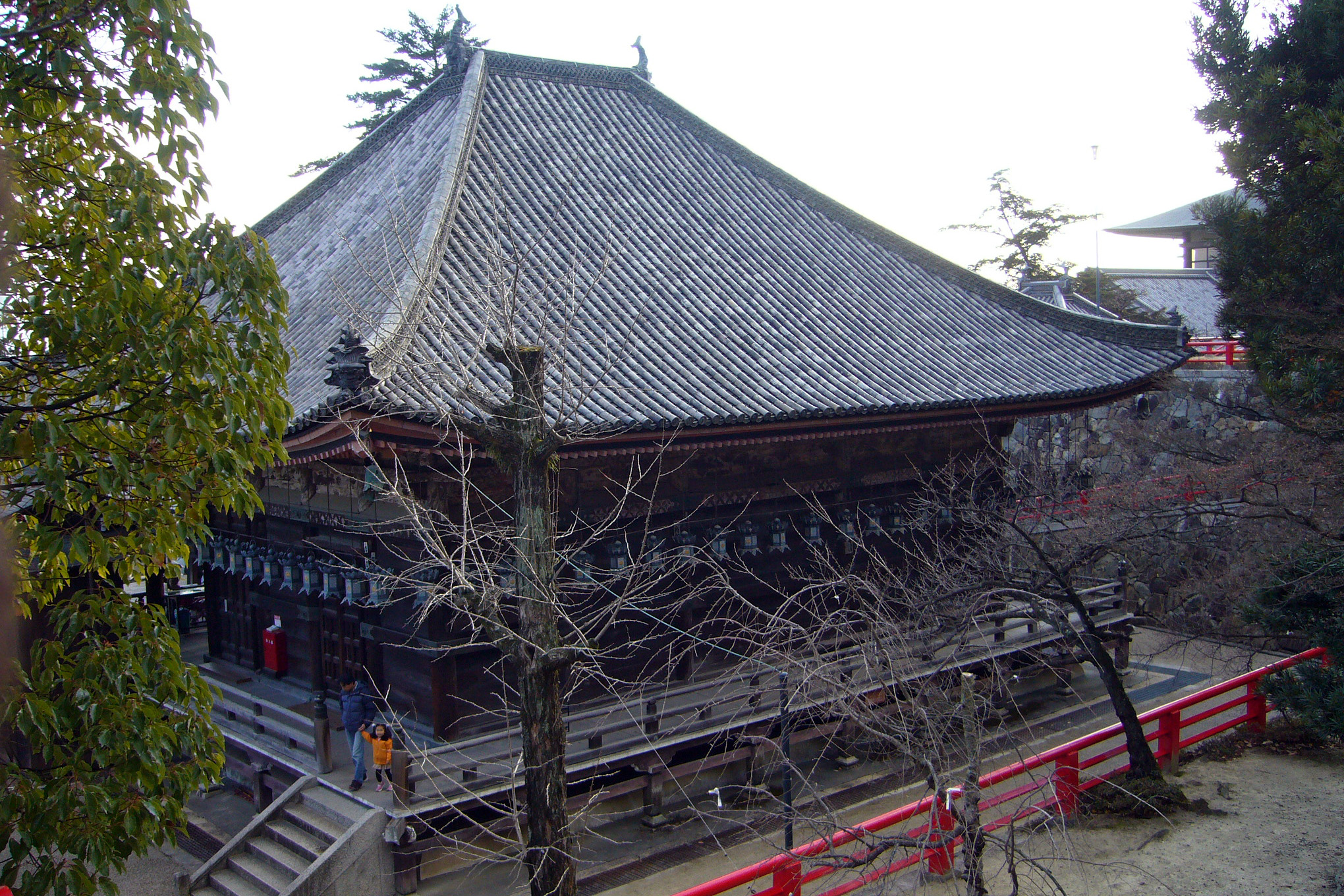
本堂
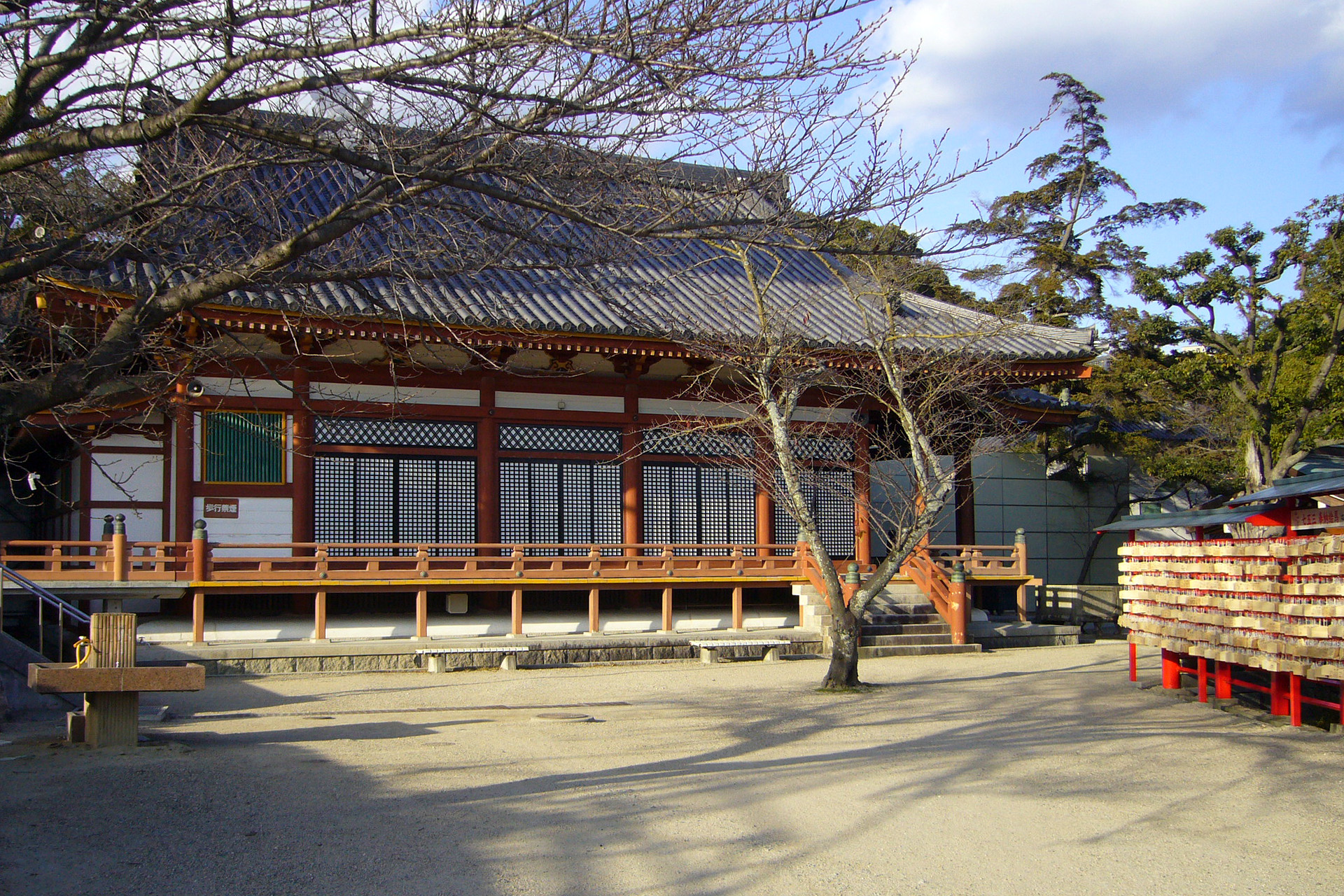
阿彌陀堂
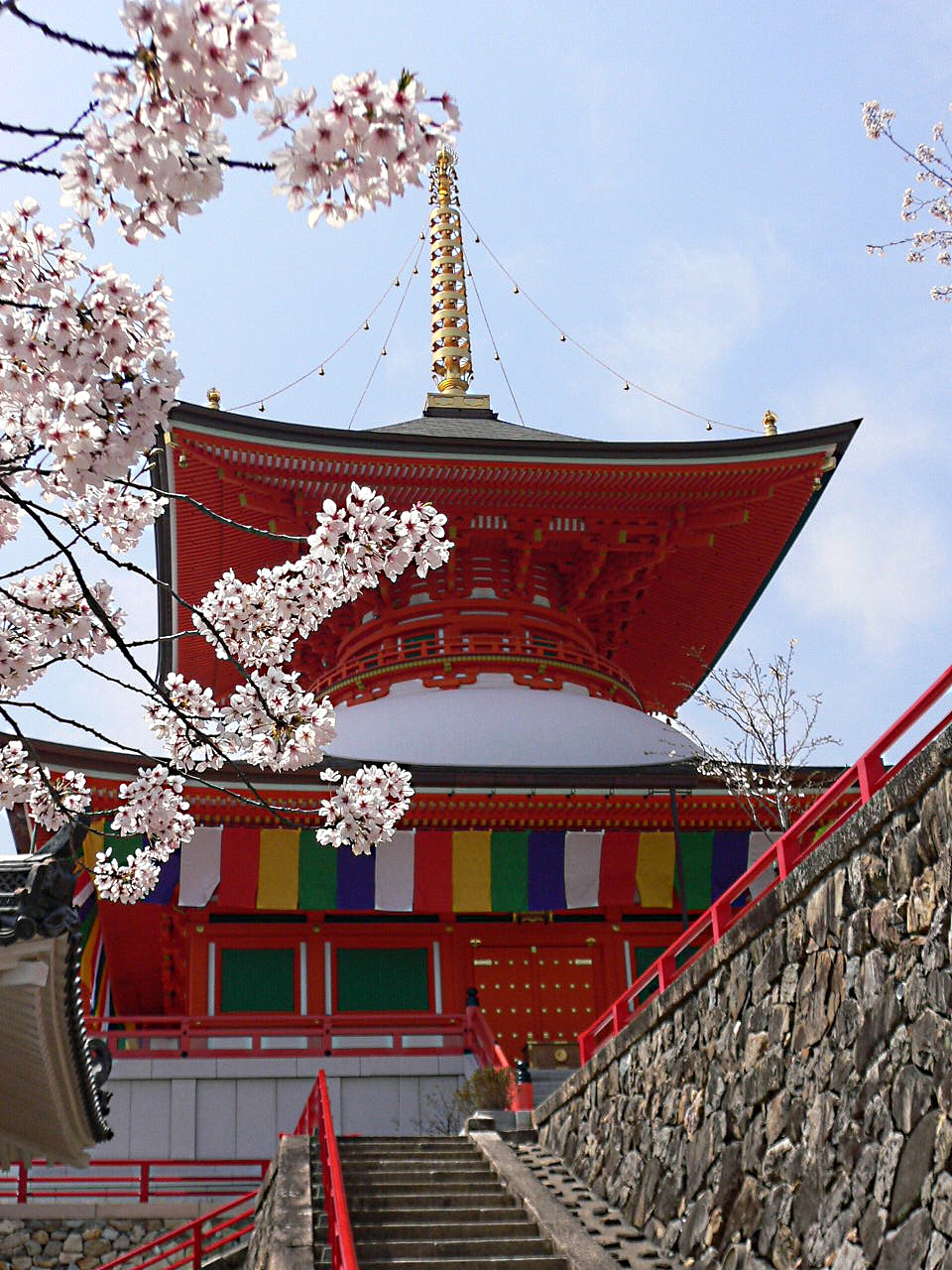
大願塔
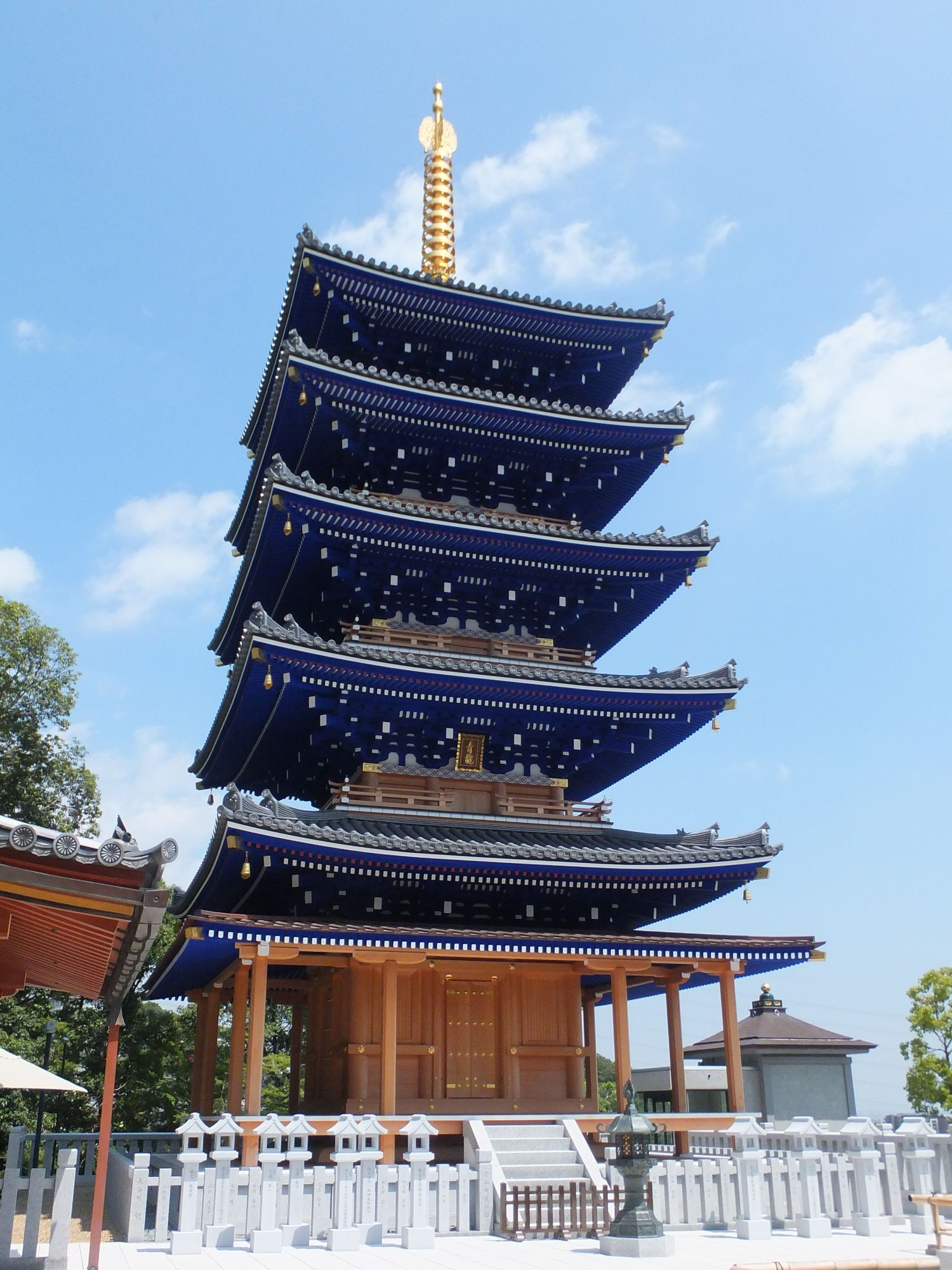
五重塔
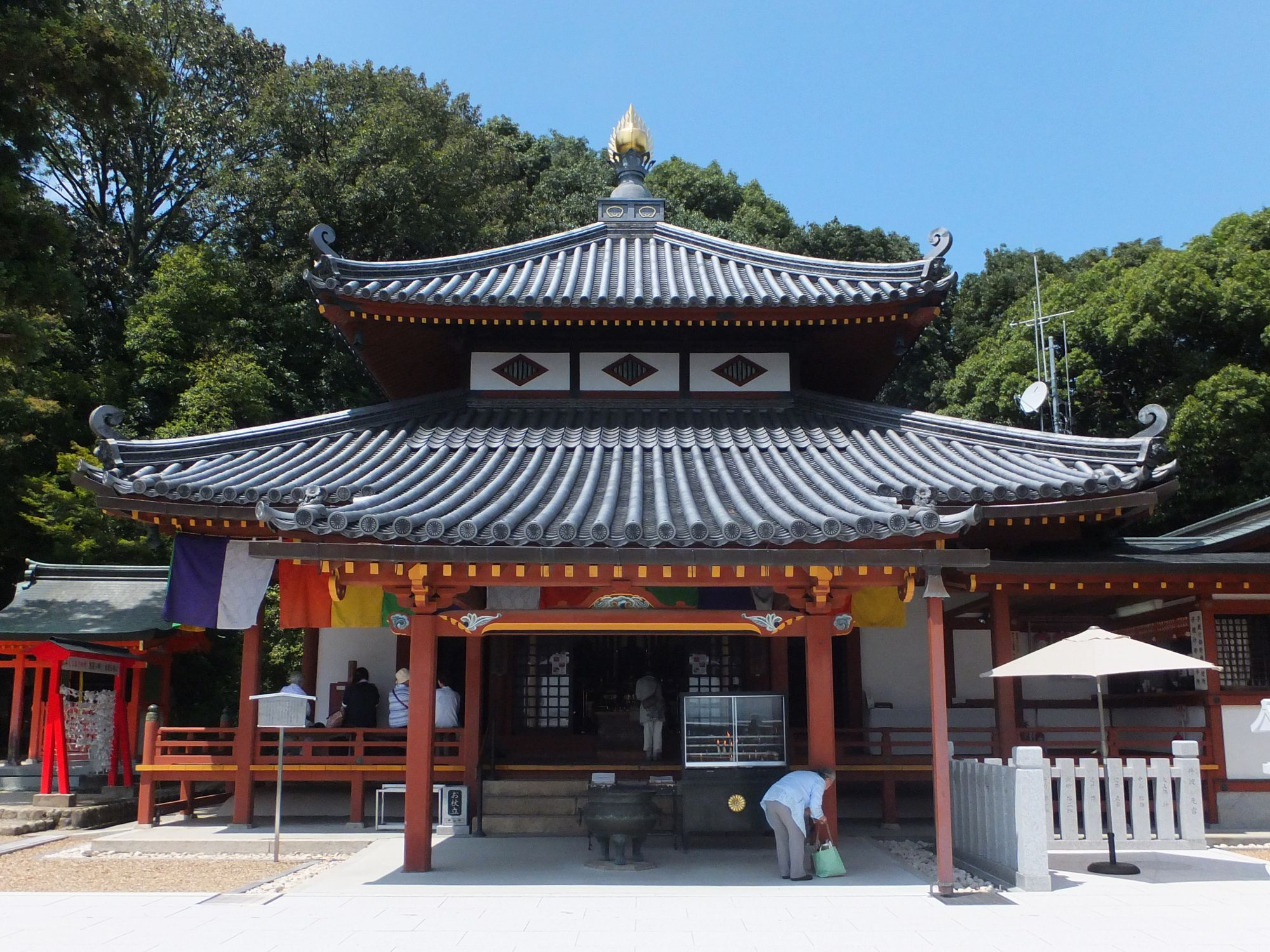
大師堂
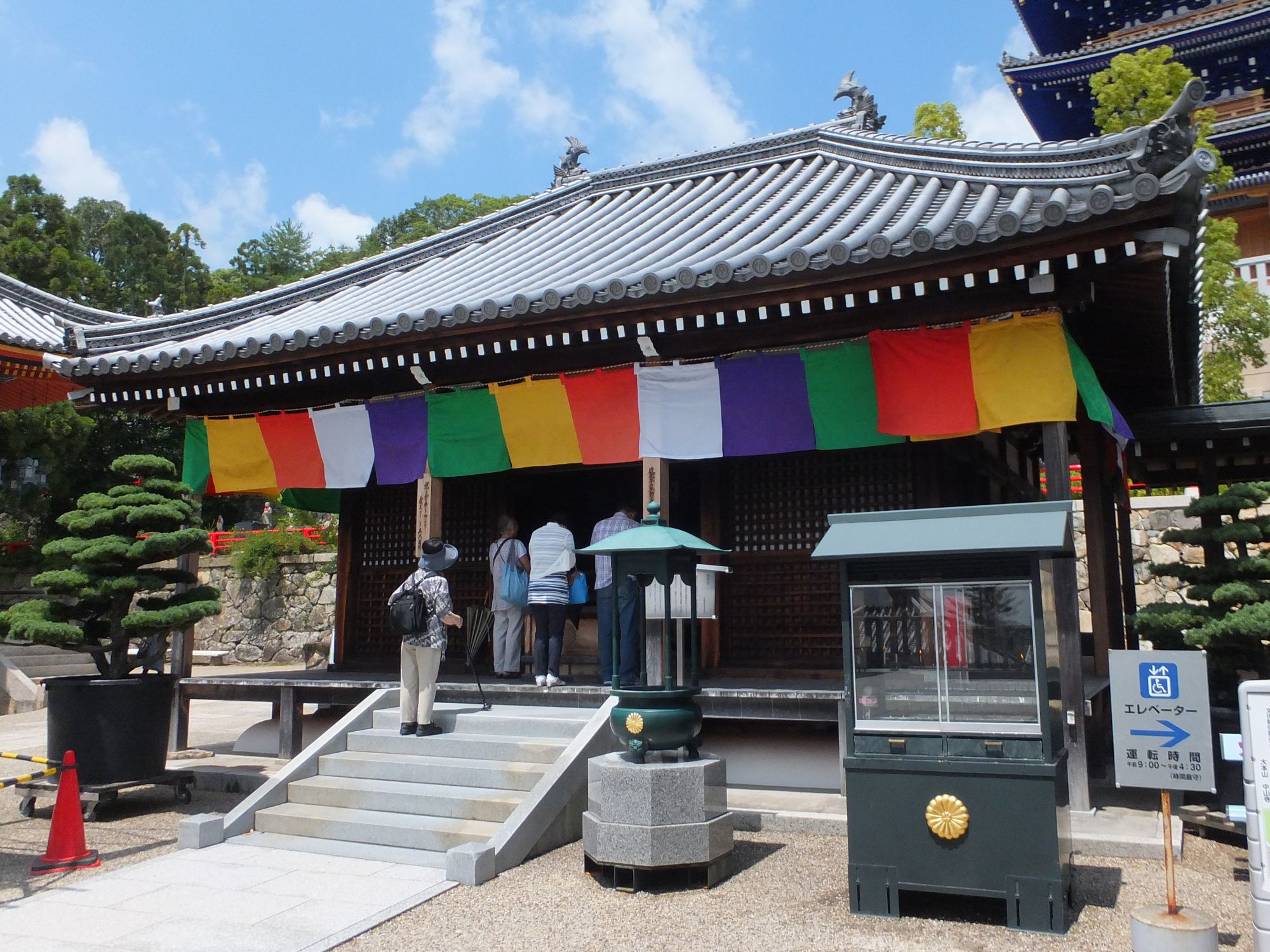
護摩堂
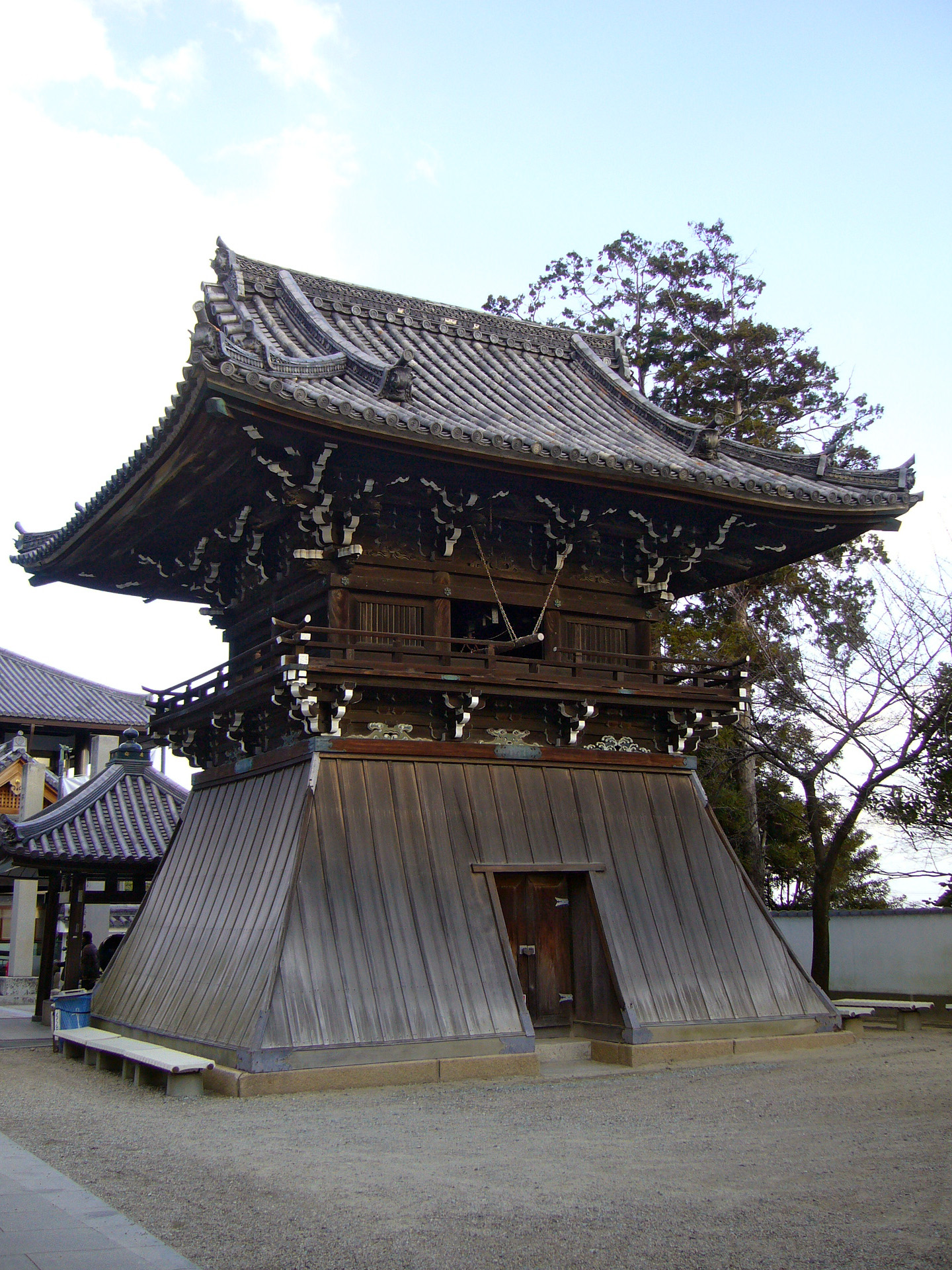
鐘樓堂
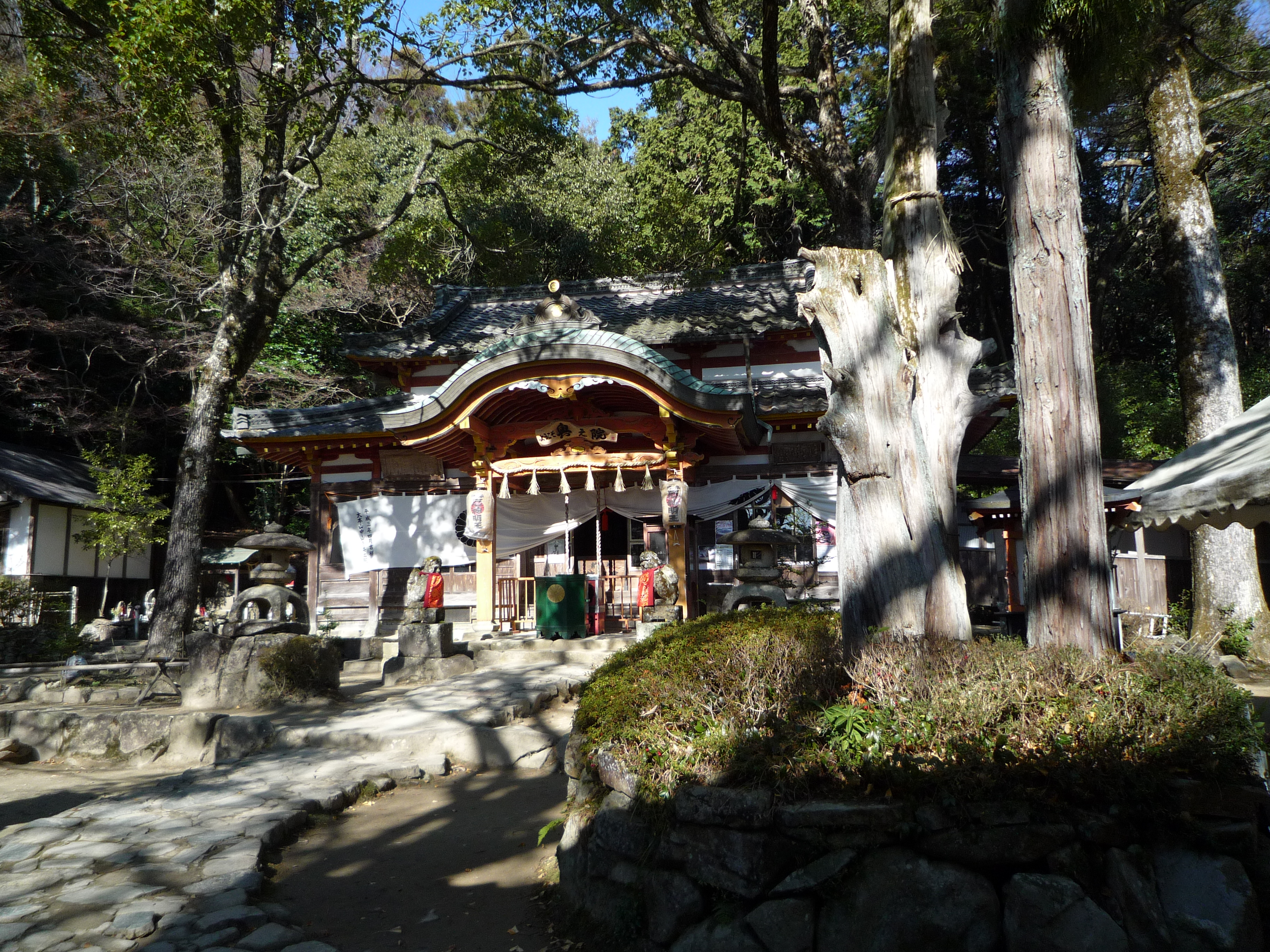
奥之院

## 中山寺（行政地名）
而作為寶塚市行政地名中的中山寺（日語：なかやまでら），是從一丁目起至三丁目，從1970年（昭和45年）實施住居表示，但位於2丁目北側的大字中山並未實施住居表示。
原本是攝津國川邊郡中山寺村，在1889年（明治22年）施行町村制後，變為川邊郡長尾村的大字中山寺。現在的大字中山寺包括了2丁目北側，北中山公園的所在地則是「大字中山寺小字北中山」，奥之院所在地則是「大字中山寺字山之内」。
北接切畑、北東街中山櫻台、東接中山台、東南接中筋、南接今里町、西南接賣布、西接泉之丘、西北接川面，賣布之間有座中山莊園（原本是切畑的一部分）。

## 周邊
- 勝尾寺
- 菩提寺
- 清水寺

## 鄰近札所
西國三十三所
23 勝尾寺 -- 24 中山寺 -- 25 清水寺 (加東市)